# 彼得·海宁
彼得·海宁（英語：Peter Haining，1962年4月3日—），英国男子赛艇运动员。他曾代表英国参加世界赛艇锦标赛，获得三枚金牌、三枚银牌和一枚铜牌。他也曾参加1992年和1996年夏季奥林匹克运动会。